# Lumbrineris scopa
Lumbrineris scopa är en ringmaskart som beskrevs av Fauchald 1974. Lumbrineris scopa ingår i släktet Lumbrineris och familjen Lumbrineridae.

## Underarter
Arten delas in i följande underarter:
- L. s. scopa
- L. s. aequilobata
- L. s. aequilobata